# U-36
L'U-36 fu un sommergibile tedesco tipo VIIA al servizio della Marina da guerra tedesca durante la seconda guerra mondiale. Giocò un ruolo minore nella battaglia dell'Atlantico affondando tre mercantili prima di essere a sua volta affondato nel Mare del Nord il 4 dicembre 1939.

## Storia
L'U-36 iniziò la propria attività il 16 dicembre 1936 in qualità di sommergibile da addestramento agli ordini del Kapitänleutnant (tenente di vascello) Klaus Ewerth. Tale attività terminò il 1º agosto 1939 quando già dal 1º febbraio 1939 il comando era passato al Korvettenkapitän (capitano di corvetta) Wilhelm Fröhlich, al cui comando il sommergibile restò fino al suo affondamento.
Il 31 agosto l'U-36 uscì da Wilhelmshaven per una crociera di prova rientrando a Kiel (città dove venne costruito e completato il 2 marzo 1936) il 6 settembre. Il giorno dopo iniziò il primo pattugliamento di guerra dell'unità e il 15 settembre venne affondato il mercantile britannico Truro, di 974 t, 241 km a est del faro di Kinnaird Head (Scozia occidentale). Il 17 settembre il sommergibile britannico Seahorse lanciò tre siluri contro l'U-36 che aveva appena finito di controllare un mercantile neutrale della Danimarca, ma lo mancò e il sommergibile tedesco riuscì a fuggire. Otto giorni dopo, cioè il 25 settembre, l'U-36 affondò la sua seconda nave, il mercantile svedese Silesia di 1 839 t, 72 km a nord-ovest di Egerö. Il 27 settembre Fröhlich e i suoi uomini catturarono il mercantile, anch'esso svedese, Algeria a circa 32 km a ovest di Skudenes (Rogaland) e si ritiene che il mercantile norvegese Solaas di 1 368 t sia affondato il giorno dopo urtando una mina lasciata dall'U-36, portando così il tonnellaggio totale di naviglio Alleato intercettato a 5 798 t. Il sommergibile tornò a Kiel il 30 settembre.
Il 2 dicembre 1939 l'U-36 salpò per il suo secondo e ultimo giro di pattuglia dal momento che due giorni dopo venne affondato a sud-ovest di Kristiansand da un siluro del sommergibile britannico Salmon. Tutto l'equipaggio formato da 40 uomini morì.

## Comandanti
Lista di comandanti dell'U-36 e relativa data di assunzione del comando:
- Kapitänleutnant Klaus Ewerth: 16 dicembre 1936;
- † Korvettenkapitän Wilhelm Fröhlich: 1 febbraio 1939;